# Shaoxing Shimao Crown Plaza
Le Shaoxing Shimao Crown Plaza (aussi appelé Shimao Didang New City Main Tower) est un gratte-ciel de Shaoxing en Chine.
C'est le plus haut bâtiment de la ville.
L'architecte est la société chinoise East China Architectural Design & Research Institute (ECADI) qui a aussi assuré l’ingénierie du bâtiment.